# Breydin
Breydin is een gemeente in de Duitse deelstaat Brandenburg, en maakt deel uit van het Landkreis Barnim.
Breydin telt 801 inwoners.